# Nakamura Teii
Nakamura Teii (japanisch 中村 貞以, eigentlicher Vorname: Kiyosada (清貞); geb. 23. Juli 1900 in Osaka; gest. 12. März 1982) war ein japanischer Maler der Nihonga-Richtung  während der Shōwa-Zeit.

## Leben und Werk
Nakamura Teii erhielt seine erste Unterweisung in die Malerei vom Ukiyoe-Künstler Hasegawa Sadanobu III. (三代 長谷川 貞信; 1881–1963). Ab 1919 nahm er Unterricht bei Kitano Tsunetomi (1880–1947). Tsunetomi hatte zusammen mit Ineno Toshitsune studiert und war Mitglied im selben Atelier wie Mizuno Toshikata und Tsukioka Yoshitoshi.
Aber Teiis Suche nach realistischer Malweise führte ihn weg von der traditionellen Malerei schöner Frauen. Er erhielt seine erste Auszeichnung auf der 10. Inten-Ausstellung 1922, also der Ausstellungsreihe des Nihon Bijutsuin, und auch in den folgenden Jahren reichte er ständig Werke bei der Inten ein. 1931 war er in Berlin auf der Ausstellung japanische Malerei zu sehen. 1932 erhielt er den Großen Preis des Nihon Bijutsuin, und 1936 wurde er schließlich dort Mitglied. Von Nakamura werden eine Reihe von Kriegsbildern aus den letzten Jahren des Pazifikkriegs im Nationalmuseum für moderne Kunst in Tōkyō gezeigt.
Teii wurde 1960 mit dem Großen Preis des Kultusministers ausgezeichnet und 1966 mit dem der Japanische Akademie der Künste. Zu seinen charakteristischen Werken gehören „Erfrischende Kühle“ (爽涼, Sōryō; 1956) im Nationalmuseum für moderne Kunst in Tōkyō und „Frau in Blau mit siamesischer Katze“ (シャム猫と青衣の女, Shamuneko to seii no onna; 1965) im Besitz der Japanischen Akademie der Künste.